# Michel Morganella
Michel Morganella (Sierre, 17 maggio 1989) è un ex calciatore svizzero, di ruolo difensore.

## Biografia
Suo padre Giuseppe, ex allenatore di calcio e portiere, lasciò in giovane età Pago Veiano (in provincia di Benevento) insieme ai propri genitori, trasferendosi in Svizzera, dove Michel è nato e cresciuto, imparando il tedesco e diplomandosi. Anche i suoi fratelli sono degli sportivi: la sorella è campionessa svizzera di ginnastica artistica e ha giocato nella seconda serie calcistica femminile, mentre un suo fratello è anch'egli un calciatore professionista.
Parla francese, italiano e tedesco.

## Caratteristiche tecniche
Impiegato inizialmente come attaccante nelle rappresentative giovanili svizzere, arretrò progressivamente il raggio d'azione fino al ruolo di laterale destro di difesa e centrocampo assunto da quando gioca in prima squadra. Veloce e gran corridore, è soprannominato Treno. È in grado di giocare la fase difensiva quanto quella offensiva, offrendo svariati assist ai propri compagni.

## Carriera

### Club

#### Basilea
Ha iniziato a giocare da bambino nel Chippis, la squadra del suo paese. Poi, trasferitosi nelle giovanili del Sion, è entrato in squadra con i ragazzi del 1988, quindi di un anno più grandi di lui.
Passato al Basilea, ha esordito nella prima squadra dei renani alla fine della stagione 2006-2007, giocando 3 partite in campionato. Nella stagione 2007-2008 ha collezionato una presenza in campionato, esordendo in Coppa UEFA il 20 dicembre in Amburgo-Basilea (1-1). Nella prima parte della stagione 2008-2009 ha collezionato 2 presenze nella Super League, ma ha avuto la possibilità di esordire in Champions League, giocando titolare il 9 dicembre l'ultima gara della Fase a gironi persa in casa contro lo Sporting Lisbona (1-0).

#### Palermo
Legato alla società svizzera da un contratto fino al 2011, il 30 gennaio 2009 viene acquistato dal Palermo a titolo definitivo per poco più di un milione di euro, firmando un contratto fino al 2013 e divenendo il primo giocatore svizzero a giocare con i colori rosanero.
Esordisce sia in Serie A che con la maglia rosanero il 19 aprile in Palermo-Bologna (4-1), entrando al 73' al posto di Moris Carrozzieri. Otterrà una sola altra presenza ancora da subentrato nell'ultima partita della stagione contro la Sampdoria (2-2).
Nella stagione 2009-2010 viene portato in panchina dal mister Walter Zenga per la prima giornata di campionato contro il Napoli (2-1), ma successivamente rimarrà ai margini della squadra. Dunque il 24 ottobre 2009 gioca con la formazione Primavera nella partita di campionato contro il Bari (3-0).
Per quattro giorni, dal 22 al 25 gennaio 2010, si reca in Grecia per svolgere alcuni allenamenti con l'Iraklis Salonicco in vista di un eventuale ingaggio, poi svanito. Chiude la stagione con nessuna presenza in prima squadra, anche dopo l'arrivo dell'allenatore Delio Rossi in sostituzione di Zenga.

#### Novara
Il 16 luglio 2010 viene acquistato dal Novara, sodalizio neopromosso in Serie B, a titolo temporaneo. Nel campionato 2010-2011 risulta uno dei migliori giocatori.
Esordisce con la nuova maglia il 15 agosto nel Secondo turno di Coppa Italia vinto per 3-1 dopo i tempi supplementari contro il Taranto, giocando tutta la partita da titolare e rendendosi autore di una buona prestazione.
Il 31 gennaio 2011, ultimo giorno della sessione invernale del calciomercato, viene acquisito in compartecipazione dal Novara, rientrante, insieme a Samir Ujkani, nella trattativa che ha portato Pablo Andrés González al Palermo a partire dalla successiva stagione.
Chiude la stagione con 31 presenze in campionato (chiuso al terzo posto) più 3 nei play-off e 3 in Coppa Italia. Con la squadra ottiene la promozione in Serie A dopo la finale dei play-off vinta sul Padova.
Il 24 giugno 2011 Novara e Palermo rinnovano la compartecipazione, con il giocatore che rimane in Piemonte. Torna così a giocare in massima serie, debuttando nella Serie A 2011-2012 l'11 settembre in occasione di ChievoVerona-Novara (2-2) della seconda giornata (la prima è stata rinviata). Titolare per tutta la stagione, collezione 30 presenze in campionato (chiuso con la retrocessione) e 3 in Coppa Italia, venendo impiegato nei moduli tattici 3-5-2 e 4-3-1-2.

#### Ritorno al Palermo
Il 22 giugno 2012 la compartecipazione fra Palermo e Novara viene risolta in favore dei siciliani, così il calciatore torna a vestire la maglia rosanero. La stagione si conclude con la retrocessione della squadra, sancita il 12 maggio 2013 dalla sconfitta esterna per 1-0 contro la Fiorentina della 37ª giornata. Chiude l'annata con 30 presenze in campionato e una in Coppa Italia.
Nella stagione 2013-2014 segna il suo primo gol in carriera nella partita della 20ª giornata di Serie B decisivo per la vittoria (1-0) dei rosanero sulla Ternana, che consentono al Palermo di ottenere la testa della classifica. Il 15 febbraio 2014, nella partita contro il Cesena (0-0), si procura la frattura del cranio in diversi punti a seguito di uno scontro di gioco con Luka Krajnc; è stato operato il 21 febbraio seguente. Il 3 maggio 2014, dopo la vittoria contro il Novara per 1-0 in trasferta, ottiene la promozione in Serie A – con annessa vittoria del campionato – con cinque giornate d'anticipo; per questa partita era tornato fra i convocati. Rientra in campo il 30 maggio, ultima giornata di campionato, a tre mesi e mezzo dall'infortunio, subentrando a Eros Pisano al 72' di Palermo-Crotone (0-0). Chiude la stagione con 16 presenze in campionato.
Il 3 agosto 2014, durante l'amichevole di preparazione per la stagione 2014-2015 contro il Brescia, si procura la frattura del terzo metacarpo della mano sinistra con prognosi di trenta giorni, operandosi negli imminenti giorni successivi. Il 6 gennaio 2015, nella gara della 17ª giornata di campionato contro il Cagliari, realizza il suo primo gol in Serie A che apre le marcature per il 5-0 finale. Il 1º marzo 2015, durante Palermo-Empoli (0-0) della 25ª giornata di Serie A, in uno scontro con l'empolese Mário Rui si procura una lesione al legamento crociato posteriore del ginocchio destro e il distacco della punta d'angolo del menisco laterale destro. Operato per la ricostruzione artroscopica del legamento crociato posteriore destro e la regolarizzazione selettiva del menisco destro, l'operazione è perfettamente riuscita; i tempi di guarigione, comunque, non gli permettono di rientrare in campo entro la fine della stagione.
Tornerà in campo il due dicembre successivo subentrando ad Andrea Rispoli nel match di Coppa Italia contro l'Alessandria. Quattro giorni in campo torna a giocare in Serie A a Bergamo, contro l'Atalanta. Torna a giocare da titolare il sei gennaio successivo nel match vinto a Verona contro l'Hellas Verona.
Colleziona complessivamente quindici presenze stagionali, contribuendo alla salvezza dei rosanero. Nell'ultima giornata di campionato, decisiva per la salvezza, viene espulso in seguito ad una rissa con Paweł Wszołek. Verrà squalificato per tre giornate.
Fa il suo debutto stagionale nel match di Coppa Italia vinto contro il Bari.
A causa anche di un infortunio al ginocchio, torna in campo in occasione della nona giornata persa contro la Roma. Collezionerà soltanto 12 presenze stagionali.
A fine campionato annuncia il suo addio alla maglia rosanero, tuttavia rimarrà in seguito all'apprezzamento del mister Bruno Tedino che lo elogerà per l'ottima condizione atletica.
Il 2 settembre 2017, alla seconda giornata di campionato, gioca a Brescia la centesima partita in maglia rosanero, indossando anche la fascia da capitano.
Il 1º luglio 2018 si svincola dal Palermo dopo 9 anni, non avendo rinnovato il contratto in scadenza con la società rosanero.

#### Rapperswil-Jona e Padova
Ad ottobre 2018 si lega a parametro zero al Rapperswil-Jona, club svizzero, con cui colleziona 7 presenze complessive tra campionato e coppa.
Nel gennaio 2019 passa al Padova tornando così in Italia e in Serie B, trovando il suo primo gol il seguente 20 gennaio nella vittoria per 3-0 ai danni del Verona, tornando così a segnare dopo un digiuno di oltre 4 anni.

#### Livorno
Il 10 luglio 2019, viene comunicato l'ingaggio a titolo definitivo del difensore svizzero da parte del Livorno. Il 1º luglio 2020, chiude la sua esperienza con gli amaranto, risolvendo il contratto con la società toscana.

#### Chiasso
Il 16 settembre 2020, fa il suo ritorno in patria firmando per una stagione con il Chiasso. Il 18 dicembre 2020, ha segnato il suo primo gol con la maglia rossoblu nella vittoria 3-2 contro il SC Kriens.
Rancate
Il 28 febbraio 2023 decide di firmare un contratto con l'FC Rancate.

### Nazionale
Ha vestito le maglie delle rappresentative giovanili svizzere dall'Under-16 all'Under-21. Giocò inizialmente come attaccante, realizzando 6 reti tra Under-16 e Under-17, per poi arretrare progressivamente fino al ruolo di laterale destro assunto da quando gioca in prima squadra.
Esordisce in nazionale maggiore nell'amichevole disputata a Lucerna il 30 maggio 2012 contro la Romania e persa per 1-0, sostituendo Reto Ziegler all'86'.
Il 4 luglio seguente riceve la convocazione dal CT olimpico Pierluigi Tami per i Giochi olimpici di Londra nella nazionale olimpica. Dopo aver disputato da titolare le partite contro Gabon e Corea del Sud, il 30 luglio viene escluso dalla competizione per aver scritto un tweet contro i sudcoreani dopo la sconfitta maturata contro la formazione asiatica, nonostante le successive scuse. Infine ha disputato di nuovo nella nazionale di calcio svizzera nella partita contro la Romania il 6 febbraio 2013, subentrando al 30' (con il risultato finale 0-0). Successivamente non è stato più convocato.

## Statistiche

### Presenze e reti nei club
Statistiche aggiornate al 16 gennaio 2021.
| Stagione        | Squadra          | Campionato      | Campionato | Campionato | Coppe nazionali | Coppe nazionali | Coppe nazionali | Coppe continentali | Coppe continentali | Coppe continentali | Altre coppe | Altre coppe | Altre coppe | Totale | Totale |
| Stagione        | Squadra          | Comp            | Pres       | Reti       | Comp            | Pres            | Reti            | Comp               | Pres               | Reti               | Comp        | Pres        | Reti        | Pres   | Reti   |
| --------------- | ---------------- | --------------- | ---------- | ---------- | --------------- | --------------- | --------------- | ------------------ | ------------------ | ------------------ | ----------- | ----------- | ----------- | ------ | ------ |
| 2006-2007       | Basilea          | SL              | 3          | 0          | CS              | 0               | 0               | -                  | -                  | -                  | -           | -           | -           | 3      | 0      |
| 2007-2008       | Basilea          | SL              | 3          | 0          | CS              | 0               | 0               | CU                 | 1                  | 0                  | -           | -           | -           | 4      | 0      |
| 2008-gen. 2009  | Basilea          | SL              | 2          | 0          | CS              | 1               | 0               | UCL                | 1                  | 0                  | -           | -           | -           | 4      | 0      |
| Totale Basilea  | Totale Basilea   | Totale Basilea  | 8          | 0          |                 | 1               | 0               |                    | 2                  | 0                  |             | -           | -           | 11     | 0      |
| gen.-giu. 2009  | Palermo          | A               | 2          | 0          | -               | -               | -               | -                  | -                  | -                  | -           | -           | -           | 2      | 0      |
| 2009-2010       | Palermo          | A               | 0          | 0          | CI              | 0               | 0               | -                  | -                  | -                  | -           | -           | -           | 0      | 0      |
| 2010-2011       | Novara           | B               | 31+3       | 0          | CI              | 3               | 0               | -                  | -                  | -                  | -           | -           | -           | 37     | 0      |
| 2011-2012       | Novara           | A               | 31         | 0          | CI              | 3               | 0               | -                  | -                  | -                  | -           | -           | -           | 34     | 0      |
| Totale Novara   | Totale Novara    | Totale Novara   | 65         | 0          |                 | 6               | 0               |                    | -                  | -                  |             | -           | -           | 71     | 0      |
| 2012-2013       | Palermo          | A               | 30         | 0          | CI              | 1               | 0               | -                  | -                  | -                  | -           | -           | -           | 31     | 0      |
| 2013-2014       | Palermo          | B               | 16         | 1          | CI              | 0               | 0               | -                  | -                  | -                  | -           | -           | -           | 16     | 1      |
| 2014-2015       | Palermo          | A               | 20         | 1          | CI              | 0               | 0               | -                  | -                  | -                  | -           | -           | -           | 20     | 1      |
| 2015-2016       | Palermo          | A               | 14         | 0          | CI              | 1               | 0               | -                  | -                  | -                  | -           | -           | -           | 15     | 0      |
| 2016-2017       | Palermo          | A               | 11         | 0          | CI              | 1               | 0               | -                  | -                  | -                  | -           | -           | -           | 12     | 0      |
| 2017-2018       | Palermo          | B               | 10         | 0          | CI              | 2               | 0               | -                  | -                  | -                  | -           | -           | -           | 12     | 0      |
| Totale Palermo  | Totale Palermo   | Totale Palermo  | 103        | 2          |                 | 5               | 0               |                    | -                  | -                  |             | -           | -           | 108    | 2      |
| 2018-gen. 2019  | Rapperswill-Jona | CL              | 6          | 0          | CS              | 1               | 0               | -                  | -                  | -                  | -           | -           | -           | 7      | 0      |
| gen.-giu. 2019  | Padova           | B               | 12         | 1          | CI              | 0               | 0               | -                  | -                  | -                  | -           | -           | -           | 12     | 1      |
| 2019-2020       | Livorno          | B               | 11         | 0          | CI              | 0               | 0               | -                  | -                  | -                  | -           | -           | -           | 11     | 0      |
| 2020-2021       | Chiasso          | CL              | 11         | 1          | CS              | 0               | 0               | -                  | -                  | -                  | -           | -           | -           | 11     | 1      |
| Totale carriera | Totale carriera  | Totale carriera | 213+3      | 4          |                 | 13              | 0               |                    | 2                  | 0                  |             | -           | -           | 231    | 4      |

### Cronologia presenze e reti in nazionale
| Cronologia completa delle presenze e delle reti in nazionale ― Svizzera | Cronologia completa delle presenze e delle reti in nazionale ― Svizzera | Cronologia completa delle presenze e delle reti in nazionale ― Svizzera | Cronologia completa delle presenze e delle reti in nazionale ― Svizzera | Cronologia completa delle presenze e delle reti in nazionale ― Svizzera | Cronologia completa delle presenze e delle reti in nazionale ― Svizzera | Cronologia completa delle presenze e delle reti in nazionale ― Svizzera | Cronologia completa delle presenze e delle reti in nazionale ― Svizzera |
| Data                                                                    | Città                                                                   | In casa                                                                 | Risultato                                                               | Ospiti                                                                  | Competizione                                                            | Reti                                                                    | Note                                                                    |
| ----------------------------------------------------------------------- | ----------------------------------------------------------------------- | ----------------------------------------------------------------------- | ----------------------------------------------------------------------- | ----------------------------------------------------------------------- | ----------------------------------------------------------------------- | ----------------------------------------------------------------------- | ----------------------------------------------------------------------- |
| 30-5-2012                                                               | Lucerna                                                                 | Svizzera                                                                | 0 – 1                                                                   | Romania                                                                 | Amichevole                                                              | -                                                                       | 85’                                                                     |
| 6-2-2013                                                                | Atene                                                                   | Grecia                                                                  | 0 – 0                                                                   | Svizzera                                                                | Amichevole                                                              | -                                                                       | 30’                                                                     |
| Totale                                                                  |                                                                         | Presenze                                                                | 2                                                                       |                                                                         | Reti                                                                    | 0                                                                       |                                                                         |

## Palmarès

### Club
- Campionato svizzero: 1

Basilea: 2007-2008
- Coppa Svizzera: 2

Basilea: 2006-2007, 2007-2008
- Campionato italiano di Serie B: 2

Novara: 2010-2011
Palermo: 2013-2014